# Retratos desde la memoria
Retratos desde la memoria, es el duodécimo libro escrito por el abogado, periodista y expresidente uruguayo Julio María Sanguinetti tras cumplir 80 años. Fue publicado por editorial Debate en diciembre de 2015.

## Argumento
«Retratos desde la memoria» es el libro del dos veces presidente de Uruguay Julio María Sanguinetti (1985-1990 y 1995-2000), quién con motivo de cumplir 80 años, narra sobre personas que conoció en su vida entre ellos algunos amigos y entrevistados como: Deng Xiaoping, François Mitterrand, Giulio Andreotti o Juan Pablo II; algunos escritores como Onetti, Octavio Paz o Carlos Fuentes; artistas como José Cúneo, China Zorrilla, Alfredo Testoni; y los políticos uruguayos Wilson Ferreira Aldunate, Líber Seregni, Jorge Pacheco Areco, Enrique Tarigo y Hugo Batalla.
El 16 de diciembre de 2015 fue presentado el libro en el Hotel Radisson de Montevideo, en donde el autor conversó en público con el periodista Néber Araújo. Contó con la animación del actor y profesor Diego Delgrossi.
El 13 de enero de 2016 este libro también fue presentado con ensayista y filósofo argentino Santiago Kovadloff en el Museo del Ralli en Punta del Este. Con 7 mil ejemplares en diez días, es uno de los libros más vendidos en Uruguay.

## Galería

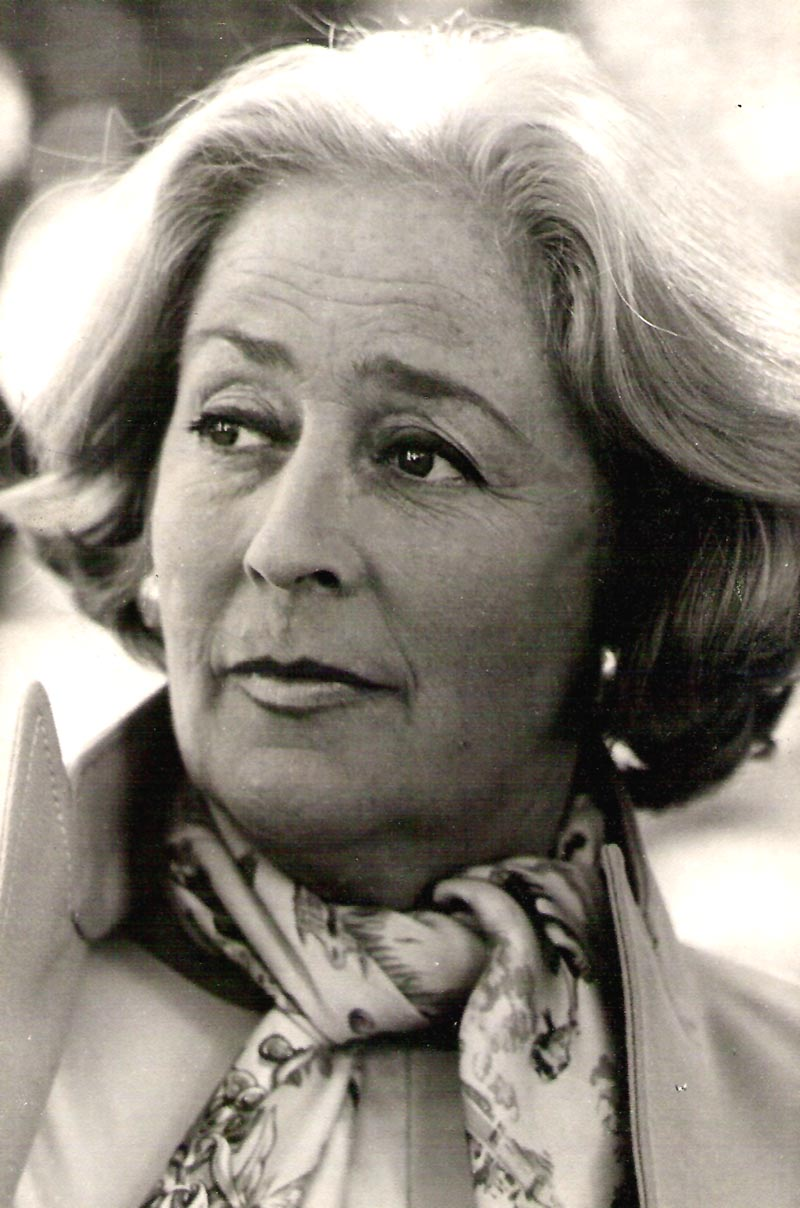
China Zorrilla en 1973
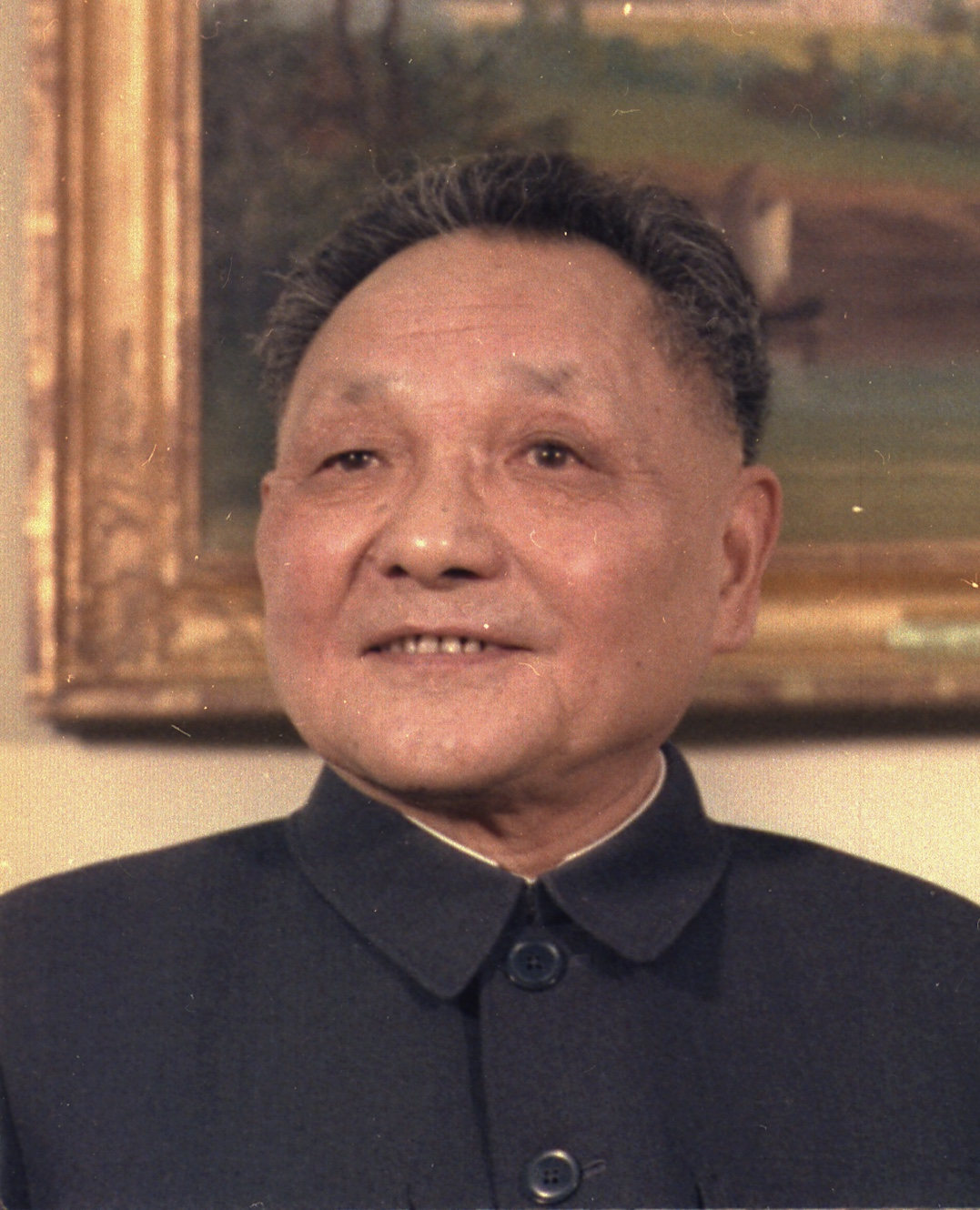
Deng Xiaoping en 1979
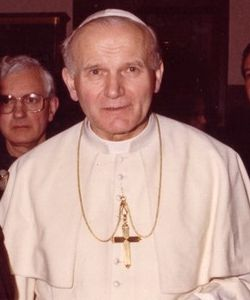
Juan Pablo II en 1980
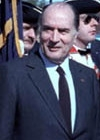
Francois  Miterrand en 1981